# Thyanta pseudocasta
Thyanta pseudocasta är en insektsart som beskrevs av Willis Blatchley 1926. Thyanta pseudocasta ingår i släktet Thyanta och familjen bärfisar. Inga underarter finns listade i Catalogue of Life.